# Озун (комуна)
Озун (рум. Ozun) — комуна у повіті Ковасна в Румунії. До складу комуни входять такі села (дані про населення за 2002 рік):
- Бікфалеу (379 осіб)
- Лунка-Озунулуй (189 осіб)
- Ліснеу-Вале (87 осіб)
- Ліснеу (447 осіб)
- Мегеруш (111 осіб)
- Озун (2565 осіб) — адміністративний центр комуни
- Синтіонлунка (797 осіб)

Комуна розташована на відстані 152 км на північ від Бухареста, 8 км на південний схід від Сфинту-Георге, 24 км на північний схід від Брашова.

## Населення
За даними перепису населення 2002 року у комуні проживали 4575 осіб.
Національний склад населення комуни:
| Національність   | Кількість осіб | Відсоток |
| ---------------- | -------------- | -------- |
| угорці           | 4025           | 88,0%    |
| румуни           | 529            | 11,6%    |
| цигани           | 6              | 0,1%     |
| чанго            | 6              | 0,1%     |
| німці            | 5              | 0,1%     |
| євреї            | 2              | < 0,1%   |
| росіяни-липовани | 1              | < 0,1%   |
| вірмени          | 1              | < 0,1%   |

Рідною мовою назвали:
| Мова      | Кількість осіб | Відсоток |
| --------- | -------------- | -------- |
| угорська  | 4050           | 88,5%    |
| румунська | 520            | 11,4%    |
| німецька  | 4              | 0,1%     |
| циганська | 1              | < 0,1%   |

Склад населення комуни за віросповіданням:
| Релігія                                       | Кількість осіб | Відсоток |
| --------------------------------------------- | -------------- | -------- |
| реформати                                     | 2766           | 60,5%    |
| римо-католики                                 | 1078           | 23,6%    |
| православні                                   | 547            | 12,0%    |
| унітарії                                      | 137            | 3,0%     |
| лютерани (Синодально-пресвітеріанська церква) | 11             | 0,2%     |
| греко-католики                                | 8              | 0,2%     |
| лютерани (Аугсбурзького сповідання)           | 8              | 0,2%     |
| не релігійні                                  | 4              | 0,1%     |
| юдеї                                          | 2              | < 0,1%   |